# Anderitum (Grande-Bretagne)
Pour les articles homonymes, voir Pevensey et Anderitum (Gaule).
Anderitum est le nom d'un fort romain destiné à défendre le Litus Saxonicum des incursions des Jutes et des Saxons.
Il était situé dans la province romaine de Britannia, actuellement comté du Sussex de l'Est. Il resta en fonction et fut transformé au Moyen Âge en une forteresse connue sur le nom de château de Pevensey.

## Localisation
Il était situé au bord de la mer et jouait tout à la fois un rôle de protection et de comptoir où les navires venaient mouiller et décharger en toute sécurité.

## Histoire
Après l'époque romaine, le fort servit aux Brittons romanisés de défense contre les envahisseurs Jutes sur le Kent, puis Saxons. En 491, un détachement saxon assiégea le fort. La défense fut héroïque, mais les populations Brittones durent finalement émigrer plus au nord ou vers l'actuelle Bretagne française. Les Saxons se déclarèrent maîtres de la région, désormais appelée Sussex, c'est-à-dire territoire saxon du Sud, et détruisirent le fort romain. Le lieu prit alors les noms d'Andredceaster, Andredsweald ou forêt d'Andred.
Le fort resta à l'abandon jusqu'à l'arrivée, en 1042, de Harold Godwinson, devenu plus tard le roi Harold II, qui restaura ou reconstruisit les murailles. L'armée anglaise s'y établit durant l'été 1066, avant de l'abandonner pour combattre plus au nord des envahisseurs venus de Norvège. 
Guillaume le Conquérant, ayant débarqué le 28 septembre 1066 pour entamer sa Conquête de l'Angleterre, trouva le fort sans défense et put mettre sa flotte à l'abri dans la baie.